# Alavo stationssamhälle
Alavo stationssamhälle (finska: Alavuden asemanseutu) är en tätort (finska: taajama) i Alavo stad (kommun) i landskapet Södra Österbotten i Finland. Vid tätortsavgränsningen den 31 december 2021 hade Alavo stationssamhälle 1 220 invånare och omfattade en landareal av 6,66 kvadratkilometer.